# آيس كريم في جليم (فلم)
آيس كريم في جليم هو فيلم مصري إنتاج 1992، بطولة الفنان عمرو دياب.

## القصة
ينتقل الشاب الفقير «سيف» من الإسكندرية للقاهرة بحثًا عن فرصة لتحقيق موهبته في الغناء ولكن يتعثر، ليقيم في جراج متواضع ويعمل كموزع في نادى فيديو يمتلكه «زيكو» المحب للمال والذي يتاجر بالأغاني الهابطة ويرتبط «سيف» بعلاقة خطوبة مع «بدرية» الفتاة الفقيرة التي تعمل في استراحة لخدمة الأغنياء عند محطة سوبر جت بين القاهرة والإسكندرية وتتمرد على أمها عاملة النظافة بنفس الاستراحة في تطلعها الأعمى للثراء بأي ثمن. يتدخل الفقر ليقضى على قصة الحب بين «سيف» و«بدرية» التي تتعلق «بأدهم» الثرى لتنزلق معه في طريق الرذيلة وتلقى بدبلة الخطوبة «لسيف» ويقوم «زيكو» بطرد «سيف» من العمل بعد أن سرقه بعض اللصوص عهدته يلتقى «سيف» بنبيلة الارستقراطية التي تعرض عليه السفر للإسكندرية معها لإحياء حفلة يقيمها رجل الأعمال «سعفان» لكنه يكشف أن نبيلة خدعته لتشعل به غيرة عشيقها سعفان تنشب مشاجرة في الحفل تودى بسيف للسجن، حيث يتعرف داخله بالشاعر اليسارى الشاب «نور» الطالب الجامعى والذي يعرفه بدوره وعقب خروجه من السجن بملحن عجوز مغمور يدعى «زرياب» يعيش مثلهما تحت حزام الفقر. يقوم «نور» بتأليف أغاني شبابية، يلحنها زرياب ويغنيها «سيف» في الشوارع والحدائق العامة وعلى شاطئ البحر لتحقق نجاحًا كبيرًا بالإسكندرية وبالذات في شتاء جليم الذي كان مسقط رأس سيف ومولد حبه الأول لفتاة تأكل الأيس كريم. يقع «سيف» و«نور» في حب «آية» الأبنة الوحيدة لزرياب، ورغم إعجابها بالاثنين، إلا أنها تختار «سيف» زوجًا لها، وعندما تعود «بدرية» نادمة لتشارك سيف نجاحه، يلفظها ويواصل المسيرة مع آية.

## الممثلين
- عمرو دياب بدور سيف
- سيمون بدور بدرية
- أشرف عبد الباقي بدور نور
- جيهان فاضل بدور آية
- حسين الإمام بدور زيكو
- علي حسنين بدور زرياب
- عزت أبو عوف بدور أدهم
- فاتن حمامة ضيفة شرف
- علاء ولى الدين

## اغاني الفيلم
| اسم الأغنية  | زمن الأغنية | غناء      | كلمات      | لحن       | توزيع     |
| ------------ | ----------- | --------- | ---------- | --------- | --------- |
| يا دانا دانا | 2:01        | عمرو دياب | مدحت العدل | عمرو دياب | حسام حسني |
| انا حر       | 2:09        | عمرو دياب | مدحت العدل | عمرو دياب | حسام حسني |
| ايس كريم     | 4:03        | عمرو دياب | مدحت العدل | عمرو دياب | حسام حسني |
| بس أنت تغنى  | 3:19        | عمرو دياب | مدحت العدل | عمرو دياب | حسام حسني |
| حتمرد        | 2:37        | عمرو دياب | مدحت العدل | عمرو دياب | حسام حسني |
| رصيف نمره 5  | 3:56        | عمرو دياب | مدحت العدل | عمرو دياب | حسام حسني |

## روابط خارجية
- مقالات تستعمل روابط فنية بلا صلة مع ويكي بيانات